# Psicogeriatria
A Psicogeriatria, Psiquiatria da terceira idade, ou Gerontopsiquiatria é uma subespecialidade da psiquiatria que lida com adultos idosos (65 anos ou mais, de acordo com a Organização Mundial de Saúde) e os aspectos emocionais e mudanças cognitivas associados com o envelhecimento. Entre estes incluem-se depressão nervosa, ansiedade, problemas relacionados com dor, perturbações do sono, perda de independência e assuntos relacionados ao "fim da vida". Os psicogeriatras também diagnosticam e avaliam demência e outras perturbações da memória, capacidade de desempenho de tarefas do paciente e prescrevem medicamentos (quando necessário), além de trabalharem com os familiares no sentido de um melhor entendimento da doença.